# Кам'янецький район
Кам'янецький район (біл. Камянецкі раён) — адміністративно-територіальна одиниця у складі Берестейської області Білорусі. Утворений 1940 року. Адміністративний центр — місто Кам'янець.
Повністю належить до української етнічної території та є частиною Берестейщини.

## Географія
Площа території району — 1 687 км² (10-е місце серед районів). Межує з Польщею, Берестейським, Жабинківським, Кобринським та Пружанським районами Берестейської області, Свіслоцьким — Гродненської області. Поверхня району горбисто-рівнинна, найвища точка — 198 метрів над рівнем моря, середня — 140—170 м. Виявлені такі корисні копалини: торф, глина, будівельні піски, гравійний матеріал. На території району знаходяться 34 водойми, найбільша із них — озеро Сіпурка, площа якого 29,7 гектара. Головні річки — Західний Буг із своїми притоками Лісна та Пульва. 27 % площі району становлять ліси.
На заході межує з Підляшшям. На півночі обіймає Біловезьку Пущу.

## Адміністративний устрій
До складу району входять 236 населених пунктів, із них: 2 міста (Кам'янець та Високе), та 234 сільських населених пункти. Адміністративно район розділений на 1 міську та 13 сільських рад:
Міська рада:
- Високівська

Сільські ради:
- Біловезька
- Верховицька
- Видомлянська
- Войська
- Вовчинська
- Дмитровицька
- Каменюцька
- Новицьковицька
- Огородницька
- Пелищенська
- Ратайчицька
- Річицька
- Рясненська

В 2011 році «Рішенням Берестейської обласної Ради депутатів» № 114 від 23.06.2011 на території району була ліквідована Каленковицька сільська рада, населені пункти якої були передані в підпорядкування Верховицької сільської ради.

## Історія
Район утворений 1940 року. Належав до зони активності УПА.

## Населення
За переписом населення Білорусі 2009 року чисельність населення району становило 39 143 особи.

### Національність
Розподіл населення за рідною національністю за даними перепису 2009 року:
| Національність                | Осіб  | Відсоток |
| ----------------------------- | ----- | -------- |
| білоруси                      | 32565 | 83,19 %  |
| українці                      | 2882  | 7,36 %   |
| росіяни                       | 2625  | 6,71 %   |
| поляки                        | 675   | 1,72 %   |
| вірмени                       | 64    | 0,16 %   |
| німці                         | 60    | 0,15 %   |
| національність не вказана     | 38    | 0,10 %   |
| азербайджанці                 | 36    | 0,09 %   |
| національність не повідомлена | 33    | 0,08 %   |
| молдовани                     | 30    | 0,08 %   |
| татари                        | 28    | 0,07 %   |
| цигани                        | 13    | 0,03 %   |
| чуваші                        | 12    | 0,03 %   |
| литовці                       | 11    | 0,03 %   |
| латиші                        | 9     | 0,02 %   |
| дві та більше національності  | 8     | 0,02 %   |
| казахи                        | 6     | 0,02 %   |
| китайці                       | 4     | 0,01 %   |
| узбеки                        | 4     | 0,01 %   |
| кумики                        | 4     | 0,01 %   |
| євреї                         | 3     | 0,01 %   |
| таджики                       | 3     | 0,01 %   |
| башкири                       | 3     | 0,01 %   |
| удмурти                       | 3     | 0,01 %   |
| карели                        | 3     | 0,01 %   |
| мордва                        | 2     | 0,01 %   |
| болгари                       | 2     | 0,01 %   |
| марійці                       | 2     | 0,01 %   |
| естонці                       | 2     | 0,01 %   |
| комі                          | 2     | 0,01 %   |
| гагаузи                       | 2     | 0,01 %   |
| чехи                          | 2     | 0,01 %   |
| румуни                        | 2     | 0,01 %   |
| туркмени                      | 1     | 0,00 %   |
| грузини                       | 1     | 0,00 %   |
| греки                         | 1     | 0,00 %   |
| осетини                       | 1     | 0,00 %   |
| комі-перм'яки                 | 1     | 0,00 %   |
| Разом                         | 39143 | 100 %    |

## Відомі особистості
В поселенні народився:
- Бегеба Володимир Миколайович (* 1940) — український лісівник.